# HD 215152
HD 215152 — одиночная звезда в созвездии Водолея на расстоянии приблизительно 70 световых лет (около 21,6 парсек) от Солнца. Видимая звёздная величина звезды — +8,13m.
Вокруг звезды обращается, как минимум, четыре планеты.

## Характеристики
HD 215152 — оранжевый карлик спектрального класса K0, или K3V. Масса — около 0,808 солнечной, радиус — около 0,806 солнечного, светимость — около 0,3 солнечной. Эффективная температура — около 4777 К.

## Планетная система
В 2011 году командой астрономов, работающих в рамках программы HARPS, было объявлено об открытии планет HD 215152 c и HD 215152 d.
В 2018 году командой астрономов, работающих в рамках программы HARPS, было объявлено об открытии планет HD 215152 b и HD 215152 e.
В 2019 году учёными, анализирующими данные проектов HIPPARCOS и Gaia, у звезды обнаружена планета HIP 112190 f.